# Saint-Bonaventure
 (mai 2025).
Si vous disposez d'ouvrages ou d'articles de référence ou si vous connaissez des sites web de qualité traitant du thème abordé ici, merci de compléter l'article en donnant les références utiles à sa vérifiabilité et en les liant à la section « Notes et références ».
Saint-Bonaventure est une municipalité dans la municipalité régionale de comté de Drummond au Québec (Canada), située dans la région administrative du Centre-du-Québec.

## Toponymie
Elle est nommée en l'honneur de Bonaventure de Bagnorea.

## Histoire

### Origines: débuts du canton d'Upton en 1800
L'histoire de la municipalité commence en 1800 alors que le gouvernement du Bas-Canada a alloué le canton d'Upton a Alexander Grant.  La portion nord du canton englobait alors les territoires de la municipalité de Saint-Guillaume et Saint-Bonaventure, qui a été détachée en 1856.
D'abord non-chaland dans son administration, Grant a décidé de prendre en charge son canton et de concéder légalement par le biais de contrats en 1826, les terres occupées  ''illégalement'' depuis 1815-1820.  À cette époque, environ 250 personnes formant 65 familles se trouvent dans le canton, au ruisseau des chenes et l'amont de la riviere aux vaches, souvent le résultat de confusion des limites avec la seigneurie Deguire.

### Tempête de 1975
Le 24 juillet 1975, une tornade avec des vents de plus de 300 km/h a frappé le village. Elle fait quatre morts : trois décès le jour de la tornade qui a frappé vers les 17 heures, et un quatrième quelques jours plus tard à l'hôpital. Plus d'une centaine de maisons et fermes ont été endommagées et même détruites pour certaines.

## Géographie

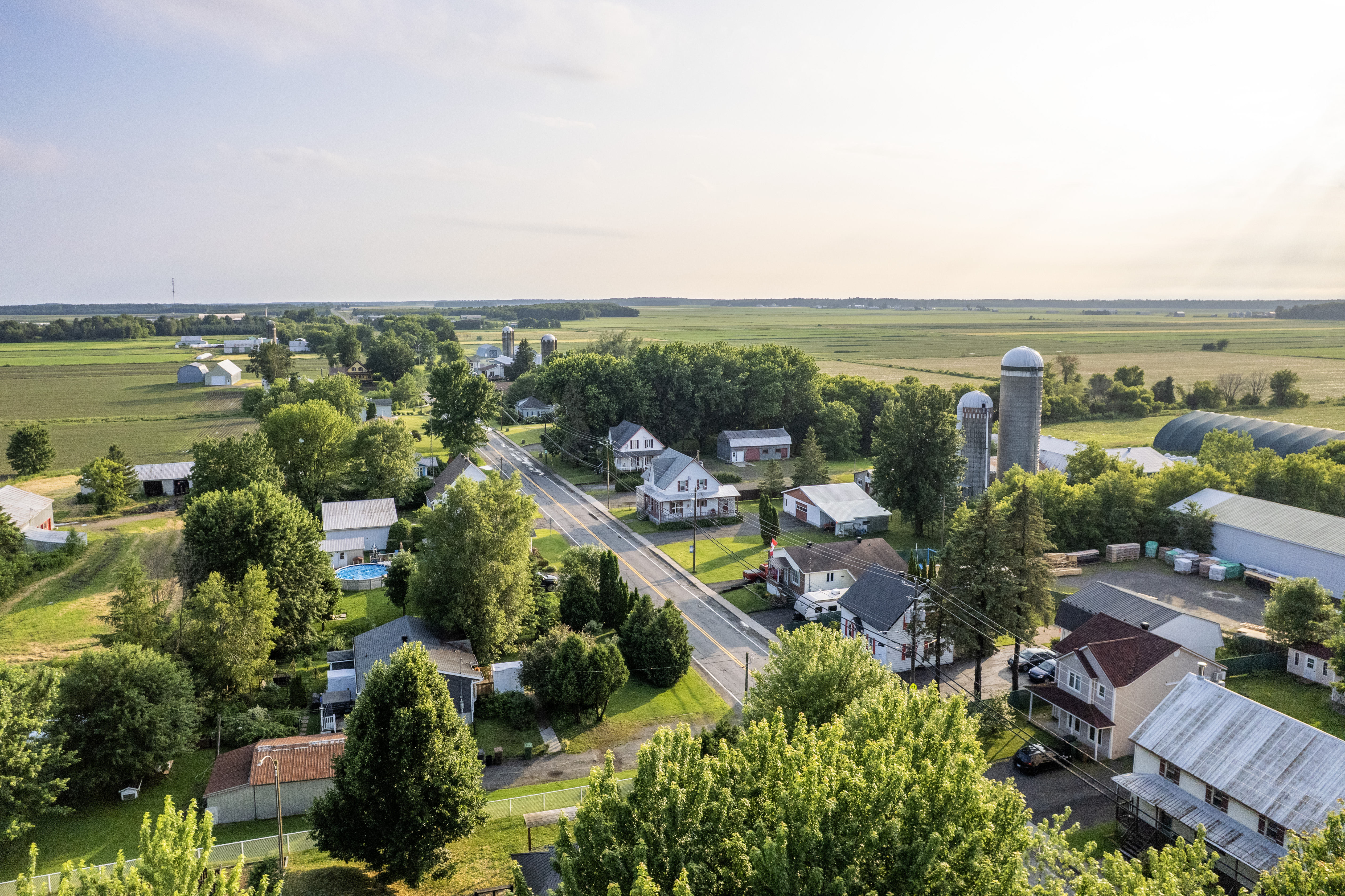
Vue aérienne de Saint-Bonaventure.

La rivière Saint-François délimite le nord-ouest de la municipalité en coulant vers nord-ouest.
À partir de son crénon, dans le nord-est, la Petite rivière Noire coule vers le nord-ouest.
La rivière aux Vaches y coule du sud-est vers le nord-ouest en traversant le centre de l'agglomération.

## Démographie
| 1996  | 2001  | 2006 | 2011  | 2016  | 2021  |
| ----- | ----- | ---- | ----- | ----- | ----- |
| 1 071 | 1 043 | 983  | 1 017 | 1 031 | 1 066 |

## Administration
Les élections municipales se font en bloc pour le maire et les six conseillers.
| Saint-Bonaventure Maires depuis 2001                                                                                 |                 |         |          |
| Élection | Maire           | Qualité | Résultat |
| 2001 | Félicien Cardin |         | Voir     |
| 2005 | Félicien Cardin | Voir    |          |
| 2009 | Félicien Cardin | Voir    |          |
| 2013 | Félicien Cardin | Voir    |          |
| 2017 | Guy Lavoie      |         | Voir     |
| 2021 | Guy Lavoie      | Voir    |          |
| Élection partielle en italique Depuis 2005, les élections sont simultanées dans toutes les municipalités québécoises |                 |         |          |

## Galerie

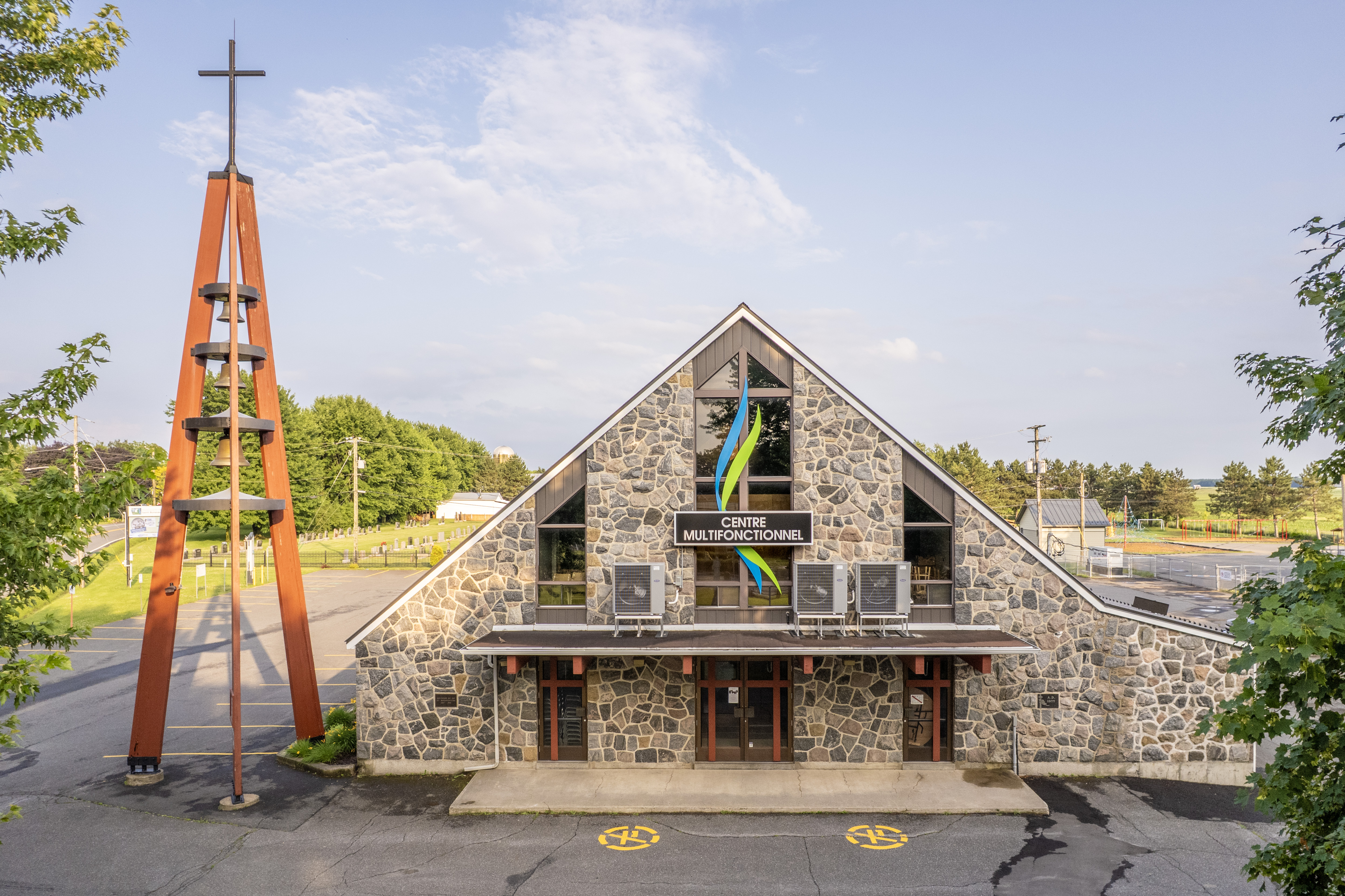
Centre multifonctionnel
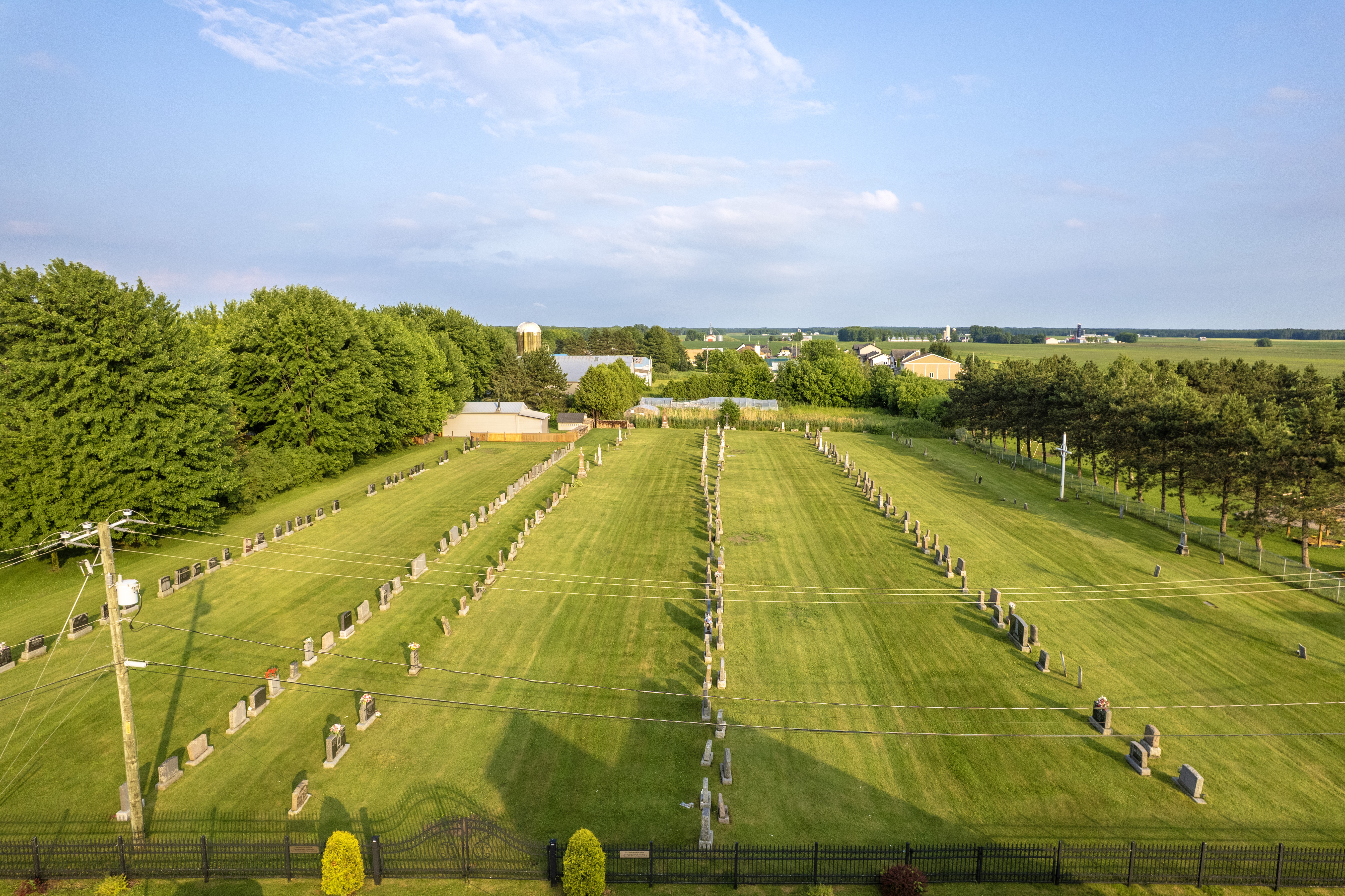
Cimetière
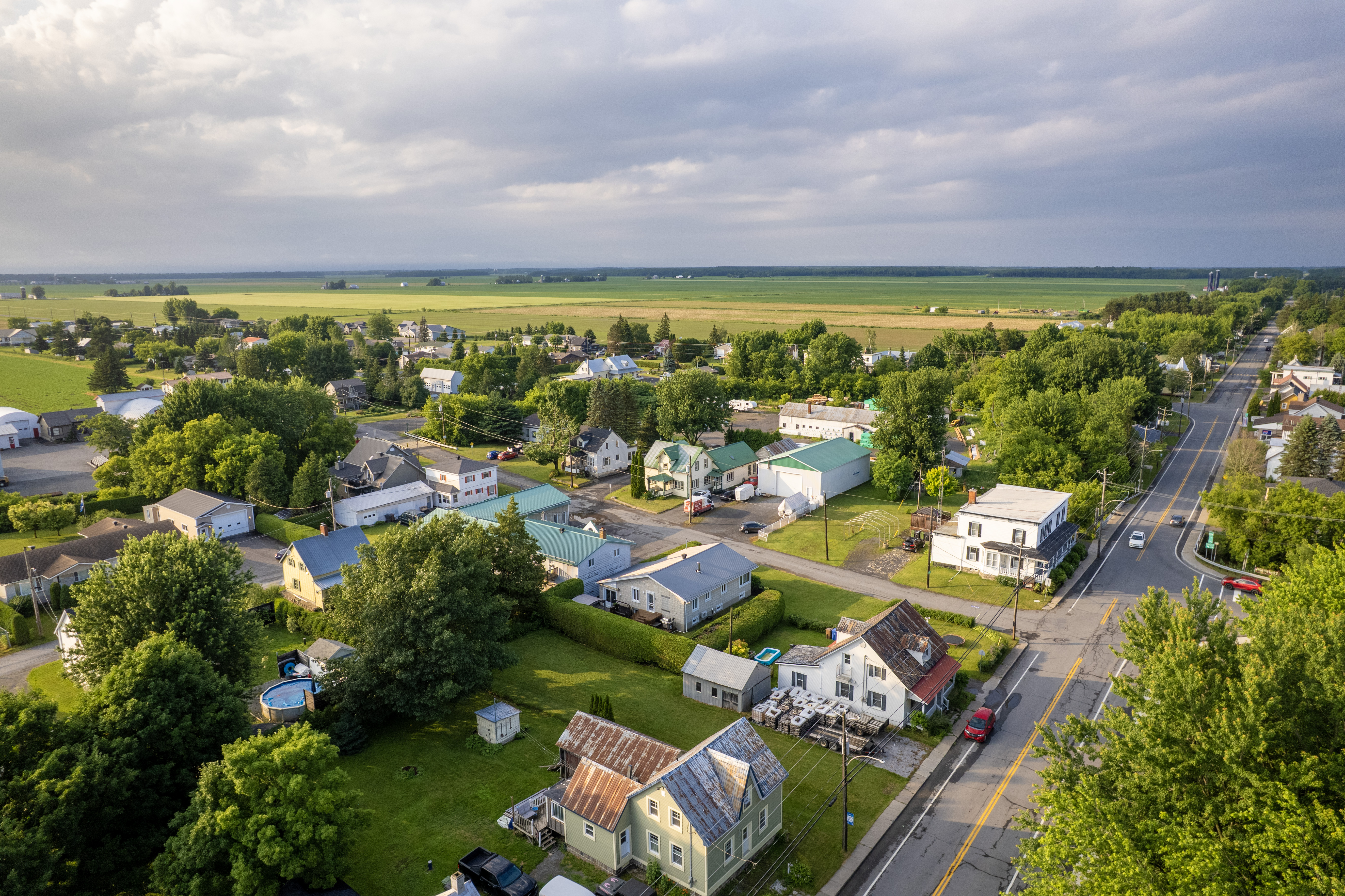
Vue aérienne

## Personnalités liées
- Patrick Lalime (1974-   ), gardien de but dans la Ligue Nationale de Hockey
- Benoît Lemaire, philosophe et abbé